# Marsdenia veronicae
Marsdenia veronicae är en oleanderväxtart som beskrevs av W.D. Stevens. Marsdenia veronicae ingår i släktet Marsdenia och familjen oleanderväxter. Inga underarter finns listade i Catalogue of Life.